# Ghillies

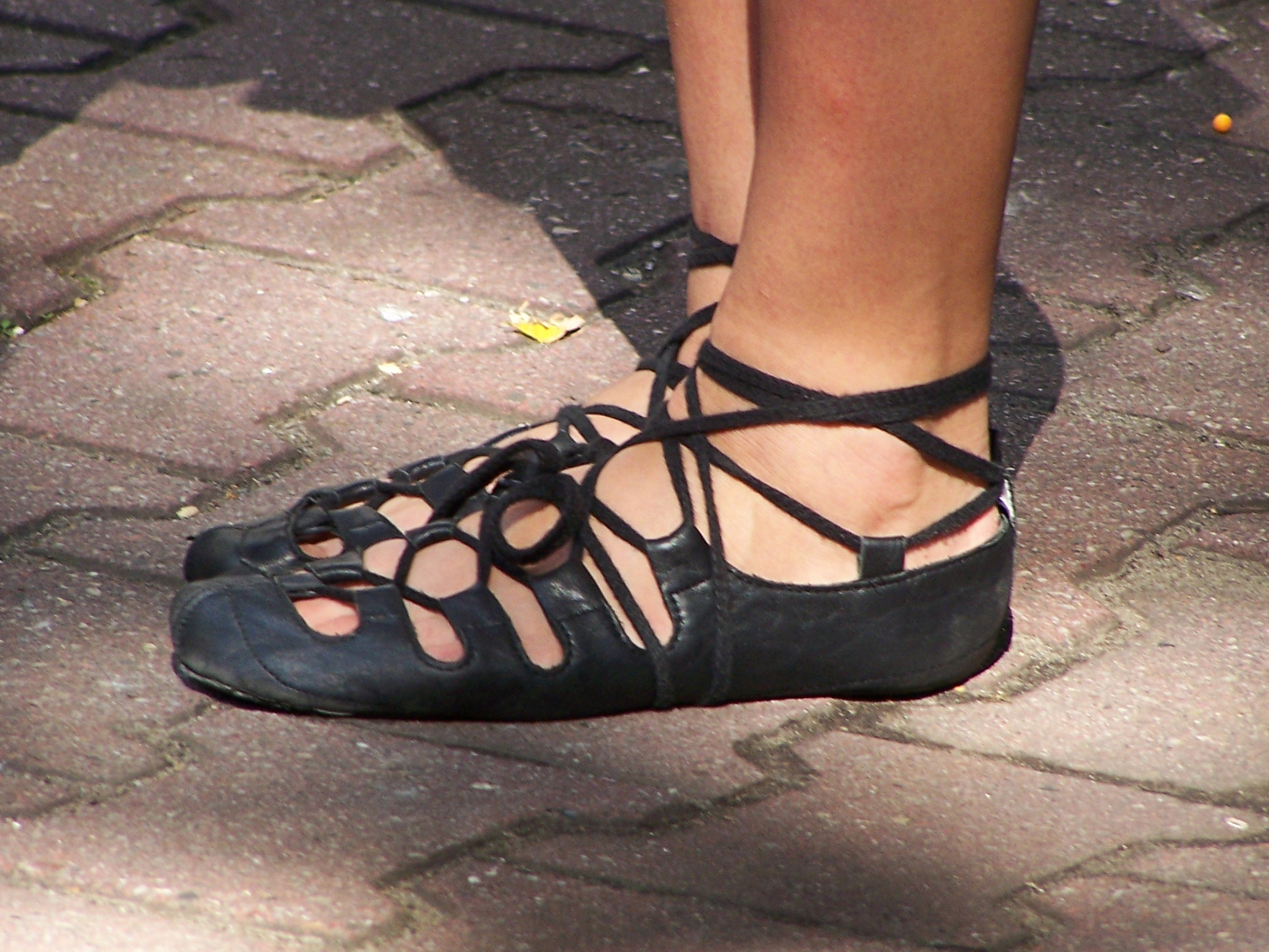
Ghillie irlandesi

I Ghillies sono delle scarpe speciali usate per diversi generi di danza. Sono scarpe leggere, simili a quelle da balletto.
Sono usate dalle donne nella danza irlandese, dagli uomini nella Ballo tradizionale scozzese, e da uomini e donne nella Ballo delle Highlands scozzesi.